# Cormac McCarthy
Cormac McCarthy   (Providence, 20 de juliol de 1933 - Santa Fe, 13 de juny de 2023) fou un escriptor nord-americà guanyador del Premi Pulitzer.
El crític literari Harold Bloom l'havia nomenat com un dels quatre millors novel·listes del seu temps, junt amb Thomas Pynchon, Don DeLillo i Philip Roth. Se'l compara freqüentment amb William Faulkner i, a vegades, amb Herman Melville. Tanmateix, per la importància del viatge i del riu en la seva obra també se'l podria relacionar amb Mark Twain, i per la causticitat i precisió de la prosa amb Jim Thompson.

## Biografia
El seu pare era advocat i ell era el tercer dels sis germans. Va cursar estudis superiors a la Universitat de Tennessee, tot i que no va arribar a graduar-se. Va servir quatre anys a la Força Aèria. Es va casar tres vegades i va tenir dos fills. Vivia al Nord de Santa Fe, Nou Mèxic. Molt tancat en ell mateix, rarament concedia entrevistes.

## Obra

### Novel·les
- The Orchard Keeper (1965)
- Outer Dark (1968)
- Child of God (1974)
- The Gardener's Son (1976)
- Suttree (1979)
- Blood Meridian, Or the Evening Redness in the West (1985)
- All the Pretty Horses (Tots aquells cavalls, 1992) Primer volum de la Trilogia de la frontera. Guanyador del National Book Award
- The Crossing (A la frontera, 1994) Segon volum de la Trilogia de la frontera
- Cities of the Plain (Ciutats a la plana, 1998) Tercer volum de la Trilogia de la frontera
- No Country for Old Men (No és país per a vells, 2005)
- The Road (La carretera, 2006) Guanyador del Premi Pulitzer de ficció el 2007
- The Passenger (El passatger, 2022) ISNB 978-0-307-26899-0
- Stella Maris (2022) ISNB 978-0-307-26900-3

### Obres de teatre
- The Stonemason (Escrita la dècada de 1970 i publicada per primer cop el 1995)
- The Sunset Limited (2006)

### Adaptacions al cinema
- All the Pretty Horses, fou portada al cinema i dirigida per Billy Bob Thornton l'any 2000, i fou protagonitzada per Matt Damon i Penélope Cruz.
- No Country for Old Men, fou portada al cinema per Joel i Ethan Coen[1] l'any 2007, protagonitzada per Josh Brolin, Tommy Lee Jones, Javier Bardem i Woody Harrelson.

### Guions
- The Counselor, dirigida per Ridley Scott l'any 2013, i protagonitzada per Michael Fassbender, Penélope Cruz, Cameron Diaz, Javier Bardem i Brad Pitt.